# Graptemys ouachitensis
Graptemys ouachitensis е вид костенурка от семейство Блатни костенурки (Emydidae). Видът не е застрашен от изчезване.

## Разпространение
Разпространен е в САЩ (Айова, Алабама, Арканзас, Илинойс, Индиана, Канзас, Кентъки, Луизиана, Минесота, Мисисипи, Мисури, Оклахома, Тенеси и Уисконсин).

## Описание
Популацията на вида е стабилна.